# Fundação Instituto de Pesquisas Econômicas
A Fundação Instituto de Pesquisas Econômicas - Fipe é uma organização de direito privado, sem fins lucrativos, criada em 1973. Entre seus objetivos está o apoio a instituições de ensino e pesquisa, públicas ou privadas, em especial o Departamento de Economia da Faculdade de Economia, Administração e Contabilidade da Universidade de São Paulo (FEA-USP). Possui, hoje, destacada atuação nas áreas de ensino, projetos, pesquisa e desenvolvimento de indicadores econômicos e financeiros.
Para alcançar seus objetivos, a Fipe conta com equipes de profissionais especializados, com larga experiência nas áreas de ensino, projetos e pesquisas.
Entre os mais conhecidos indicados da Fipe estão: Tabela FIPE Veículos, Índice de Preços ao Consumidor (IPC-Fipe), Salariômetro, FipeZap, IPOP - Índice de Preços de Obras Públicas e IPAC/Fipe – Índice de Preços do Setor de Asseio e Conservação